# Kanton Bièvres
Canton de Bièvres je francouzský kanton v departementu Essonne v regionu Île-de-France. Vznikl 20. července 1967. Jeho střediskem je město Bièvres.

## Složení kantonu
| Obec                 | Počet obyvatel (2007) | PSČ   | INSEE       |
| -------------------- | --------------------- | ----- | ----------- |
| Bièvres              | 4 982                 | 91570 | 91 3 03 064 |
| Saclay               | 3 013                 | 91400 | 91 3 03 534 |
| Saint-Aubin          | 641                   | 91190 | 91 3 03 538 |
| Vauhallan            | 2 004                 | 91430 | 91 3 03 635 |
| Verrières-le-Buisson | 15 805                | 91370 | 91 3 03 645 |
| Villiers-le-Bâcle    | 1 150                 | 91190 | 91 3 03 679 |